# Chiloglanis
Chiloglanis là một chi cá da trơn trong họ Mochokidae. Chúng thường được tìm thấy ở châu Phi.

## Các loài
Hiện tại có 49 loài được ghi nhận:
- Chiloglanis angolensis Poll, 1967
- Chiloglanis anoterus Crass, 1960
- Chiloglanis asymetricaudalis De Vos, 1993
- Chiloglanis batesii Boulenger, 1904
- Chiloglanis benuensis Daget & Stauch, 1963
- Chiloglanis bifurcus Jubb & Le Roux, 1969
- Chiloglanis brevibarbis Boulenger, 1902
- Chiloglanis cameronensis Boulenger, 1904
- Chiloglanis carnosus Roberts & Stewart, 1976
- Chiloglanis congicus Boulenger, 1920
- Chiloglanis deckenii Peters, 1868
- Chiloglanis disneyi Trewavas, 1974
- Chiloglanis elisabethianus Boulenger, 1915
- Chiloglanis emarginatus Jubb & Le Roux, 1969
- Chiloglanis fasciatus Pellegrin, 1936
- Chiloglanis harbinger Roberts, 1989
- Chiloglanis igamba Friel & Vigliotta, 2011[2]
- Chiloglanis kalambo Seegers, 1996
- Chiloglanis kazumbei Friel & Vigliotta, 2011[2]
- Chiloglanis lamottei Daget, 1948
- Chiloglanis lufirae Poll, 1976
- Chiloglanis lukugae Poll, 1944
- Chiloglanis macropterus Poll & Stewart, 1975
- Chiloglanis marlieri Poll, 1952
- Chiloglanis mbozi Seegers, 1996
- Chiloglanis micropogon Poll, 1952
- Chiloglanis microps Matthes, 1965
- Chiloglanis modjensis Boulenger, 1904
- Chiloglanis neumanni Boulenger, 1911
- Chiloglanis niger Roberts, 1989
- Chiloglanis niloticus Boulenger, 1900
- Chiloglanis normani Pellegrin, 1933
- Chiloglanis occidentalis Pellegrin, 1933
- Chiloglanis orthodontus Friel & Vigliotta, 2011[2]
- Chiloglanis paratus Crass, 1960
- Chiloglanis pojeri Poll, 1944
- Chiloglanis polyodon Norman, 1932
- Chiloglanis polypogon Roberts, 1989
- Chiloglanis pretoriae van der Horst, 1931
- Chiloglanis productus Ng & Bailey, 2006[3]
- Chiloglanis reticulatus Roberts, 1989
- Chiloglanis rukwaensis Seegers, 1996
- Chiloglanis ruziziensis De Vos, 1993
- Chiloglanis sanagaensis Roberts, 1989
- Chiloglanis sardinhai Ladiges & Voelker, 1961
- Chiloglanis somereni Whitehead, 1958
- Chiloglanis swierstrai van der Horst, 1931
- Chiloglanis trilobatus Seegers, 1996
- Chiloglanis voltae Daget & Stauch, 1963